# Gotham Girls
Gotham Girls è una serie di cartoni animati in animazione flash realizzata da Warner Bros. e Noodle Soup Productions. Creata da Paul Dini e Hilary J. Bader, è iniziata il 27 luglio 2000 ed è terminata il 19 novembre 2002 dopo 30 episodi. È inedita in Italia.
La serie, dagli stilemi molto semplici, ha come protagonisti i personaggi femminili dell'universo fumettistico della DC Comics, in particolare dell'ambiente di Batman: Harley Quinn, Poison Ivy, Batgirl, Catwoman e Zatanna.
La serie ha dato il nome anche a una miniserie a fumetti di 5 numeri uscita nel 2002.

## Personaggi principali
- Catwoman
- Batgirl
- Harley Quinn
- Poison Ivy
- Zatanna

## Episodi

### Prima stagione
1. The Vault
2. Lap Bat
3. Trick or Trick: Part 1
4. Trick or Trick: Part 2
5. A Little Night Magic
6. More Than One Way
7. Precious Birthstones
8. Pave Paradise
9. The Three Babes
10. The Gardener's Apprentice
11. Lady - X

### Seconda stagione
1. Hold That Tiger
2. Miss Un-Congeniality
3. Strategery
4. Baby Boom
5. Cat -n- Mouse
6. Bat'ing Cleanup
7. Catsitter
8. Gotham Noir
9. Scout's Dis-Honor
10. I'm Badgirl

### Terza stagione
1. Ms.-ing in Action
2. Gotham in Pink
3. Hear Me Roar
4. Gotham in Blue
5. A Cat in the Hand
6. Jailhouse Wreck
7. Honor Among Thieves
8. No, I'm Batgirl
9. Signal Fires
10. Cold Hands, Cold Heart

## Doppiatori

### Inglese
- Adrienne Barbeau: Selina Kyle (Catwoman), Renee Montoya[1][2]
- Arleen Sorkin: Dr. ssa Harleen Quinzel (Harley Quinn)[1][2]
- Diane Pershing: Dr. ssa Pamela Lillian Isley (Poison Ivy)[1][2]
- Tara Strong: Barbara Gordon (Batgirl), Elizabeth Styles[1][2]
- Stacie Randall: Zatanna[1][2]
- Jennifer Hale: Dora Smithy, Caroline Greenway[1][2]
- Bob Hastings: Commissario Gordon[1][2]
- Tom Kenny: giornalista della WGBS, poliziotto[1][2]

## Home video

### DVD
Le tre stagioni di Gotham Girls sono state inserite come bonus nell'edizione in DVD della serie televisiva Birds of Prey pubblicata il 15 luglio 2008.

## Altri media

### Fumetti
Gotham Girls è stata anche una miniserie a fumetti di 5 numeri pubblicata a cadenza mensile dall'ottobre 2002 a febbraio 2003 dalla DC Comics. Scritta da Paul Storrie e disegnata da Jennifer Graves e J. Bone, ha come protagoniste Poison Ivy, Harley Quinn, Catwoman, Batgirl e Renee Montoya (una per ogni numero). La storia è ambientata nell'universo DC animato e racconta di come Batgirl e Montoya cerchino di catturare le altre tre dopo una rapina.
Successivamente è uscita una miniserie di tre numeri, seguito della precedente, dal titolo Batman: Harley and Ivy, incentrata su Harley Quinn e Poison Ivy.